# Invernaderos Municipales de Sens
El Invernaderos Municipales de Sens ( en francés: Serres municipales de Sens ) son unos invernaderos municipales y jardín botánico de 600 m² de extensión situados en Sens en Bourgogne, Francia.

## Localización
Serres municipales de Sens Parc du Moulin à Tan 28, Chemin de Babie, Sens, département du Yonne, Bourgogne, France-Francia.
Planos y vistas satelitales.48°11′8.88″N 3°16′44.44″E / 48.1858000, 3.2790111
Se encuentra abierto todos los días del año por la tarde, sin cargo alguno.

## Historia
Los invernaderos fueron construidos en 1970 y restaurados en el 2000.

## Colecciones
Estos invernaderos albergan unos 1500 taxones de plantas organizados en el interior de tres diferentes espacios:
- Casa de los Cactus - con cactus y suculentas.[1]
- Jardín de invierno - una selva tropical incluyendo árboles de los aguacates, caña de azúcar, naranjos y perales, ananás, árboles del cacao, plantas del café, banana, palma datilera, plantas de la vainilla, y granados, además plantas acuáticas incluyendo Euryale ferox, Victoria cruziana, y Victoria regia.
- Casa de las Epífitas - orquídeas, plantas carnívoras, bromelias, y otras epífitas.